# Diadegma albertae
Diadegma albertae är en stekelart som först beskrevs av Walley 1929.  Diadegma albertae ingår i släktet Diadegma och familjen brokparasitsteklar. Inga underarter finns listade i Catalogue of Life.